# 片倉三起也
片倉 三起也（かたくら みきや、8月1日 - ）は、日本の作曲家、編曲家。音楽ユニット・ALI PROJECTのキーボーディスト。北海道出身。血液型はO型。

## 来歴・人物
グラムロックのバンドで活動していたがデビューには至らず、その後、宝野アリカと出会い「蟻プロジェクト」を結成。1992年より現在の「ALI PROJECT」に改名し、東芝EMIより『恋せよ乙女〜Love story of ZIPANG〜』でメジャーデビューした。
ソロ活動としては、ソロアルバムを2枚リリースしているほか、CM・テレビ番組・映画などの音楽制作や、アーティストへの楽曲提供がある。劇伴の制作はALI PROJECT名義で行っている作品も存在する。
直系ではないが、父方は伊達政宗に仕えた武将片倉氏の末裔である。愛称は「殿」。

## ディスコグラフィー

### ソロアルバム
- Lento（2001年6月25日、ZAZOU Records）規格品番 ZZCA-2005[2][3]
  1. 水盤の薔薇
  2. 月光の橋
  3. ある夏の午後
  4. 眠らない夢
  5. Cafe du Soleil
  6. 月のなかの少女
  7. 天使に寄す
  8. ガラス天井のうちゅう
  9. 月の奏でるピアニッシモ
  10. Magritte et Georgette
  11. おしゃべりな恋人たち
  12. gai desespoir～快活なる絶望
  13. sahra
  14. プラタナスの葉末に風は眠る - ALI PROJECT『Aristocracy』初出

オリジナルアルバムとしては唯一となるソロアルバム。ALI PROJECTのインディーズレーベル・ZAZOU Recordsから発売。
アルバムタイトルは「ゆっくりと」を意味する演奏記号「Lento」から。ジャケットデザインは、ルネ・マグリットの絵画「大家族」[4]のパロディとなっている。

- 月のひかり（2004年5月21日、Pryaid Records）規格品番 UVCP-1002[5]
  1. Diabolic Sequence (Strings Version) - ALI PROJECT『エトワール』に再録
  2. 月光の橋 -『Lento』収録曲
  3. 月のなかの少女 -『Lento』収録曲
  4. ガラス天井のうちゅう -『Lento』収録曲
  5. 月の奏でるピアニッシモ -『Lento』収録曲
  6. プラタナスの葉末に風は眠る -『Lento』収録曲、『Aristocracy』初出
  7. Diabolic Sequence (TV Size Version)

土曜ワイド劇場OPテーマ「Diabolic Sequence」に加え、『Lento』収録曲の一部を再録したミニアルバム。
ポリスターより発売[5]。ALI PROJECT公式サイトには未掲載[6]。

## 楽曲提供
- るり色プリンセス - イメージアルバム（1989年7月1日、日本コロムビア）
  - 夢の迷路（ラビリンス）

作曲・編曲担当。作詞はるり色プリンセス作者の折原みと。ボーカルは川村万梨阿。 音源の一部が『星降る夜の天文学－BEDSIDE ASTRONOMY－』に流用されている。

- おとめの反乱（1991年4月1日、ポリドール）
  1. おとめの反乱
  2. 恋の唐獅子牡丹

キューティー鈴木のCDシングル。
作曲・編曲担当。作詞は宝野アリカ。
- 平成粋女・艶男（1991年4月25日、ポリドール・レコード）
  - 平成粋女・艶男  未唯mieのシングル。カップリングの『悲しいけれど』と併せて編曲担当。

- 入院ボッキ物語 おだいじに!（1991年12月5日、VAP）
  - おだいじに! - 『入院ボッキ物語 おだいじに!』EDテーマ

作曲・編曲担当。ボーカルは宝野アリカと河原佳代子。
- んきゃ～んじゅく（1997年1月30日、PROP-FIZZ RECORDS）
  1. 忘きなよ
    - 作詞（鳳仙の花引用）、作曲　下地暁

  2. んきゃ～んじゅく
    - 作詞/作曲　下地暁

  3. 実世ぬクイチャー
    - 宮古島民謡
    - 『DALI』収録の「小夜啼鳥」の音源が一部流用されている。

  4. 中立ヌミガガマ
    - 宮古島民謡
    - 『CLASSICS』収録の「宵待草」に音源が流用されている。
    - 「カフェテラスでお茶をどうぞ」に音源が流用されている。

  5. ニーリ　～祈り～
    - 作詞/作曲　下地暁

下地暁のアルバム。
1～4まで編曲担当。

- D・N・ANGEL「trilogy」（2000年5月24日、マリン・エンタテインメント）規格品番 MMCC-4009
  1. Hearts
  2. Groovy Blue
  3. たとえば…
  4. Hearts (Off Vocal Ver.)
  5. Groovy Blue (Off Vocal Ver.)
  6. たとえば… (Off Vocal Ver.)

『D・N・ANGEL』イメージヴォーカルアルバム
作曲・編曲担当（全曲）。ボーカルは保志総一朗、小野坂昌也、関智一。
- かないろ（2004年8月25日、コロムビアミュージックエンタテインメント）
  - ていく あ ちゃんす☆[7]

植田佳奈のオリジナルアルバム収録楽曲。編曲担当。

- 螺旋のプロローグ（2004年11月25日、オンザラン）
  - 螺旋のプロローグ

清水愛のシングル。作曲・編曲担当。
カップリング曲の作曲者は片倉ではない。詳細は当該記事を参照。

- 緋ノ糸輪廻ノGEMINI（2015年1月7日、ZERO-A）
テレビアニメ『聖剣使いの禁呪詠唱』OPテーマ。petit miladyのシングル。作曲・編曲担当。

- 薔薇異形（2020年5月13日、フライングドッグ）
テレビアニメ『八男って、それはないでしょう!』OPシングル『時空の迷い人』カップリング曲。
ボーカルと作詞は宝野アリカとデーモン閣下。『時空の迷い人』の作曲はデーモン閣下、編曲はAnders Rydholm。

## 音楽担当作品
以下の作品の音楽制作を手掛けている。

### アニメ
- 緑山高校 甲子園編（1990年）
- 入院ボッキ物語 おだいじに!（1991年）
- CLAMP学園探偵団（1997年）
- 聖ルミナス女学院（1998年）
- AVENGER（2003年）
- マリア様がみてる（2004年）[8]
- マリア様がみてる〜春〜（2004年）
- マリア様がみてる 3rdシーズン（2006年）
- .hack//Roots（2006年）
- .hack//G.U. Returner（2007年）
- 怪物王女（2007年）
- マリア様がみてる 4thシーズン（2009年）

### 映画
- 緑山高校 甲子園編 劇場版（1990年）
- ふたり（1991年、一部作曲）[9]
- エコエコアザラク -WIZARD OF DARKNESS-（1995年）
- エコエコアザラクII -BIRTH OF THE WIZARD-（1996年）
- LEGAL ALIENS リーガル・エイリアン（1998年）
- HELENA エレーナ（劇場未公開）

### テレビドラマ
- ネットワークベイビー（1990年、編曲）
- 土曜ワイド劇場 5代目オープニングテーマ（1997年 - 2004年）
- 土曜ワイド劇場 名探偵明智小五郎 江戸川乱歩の陰獣（1998年）
- 土曜ワイド劇場 名探偵明智小五郎 エレベーター密室殺人（2000年）
- YASHA-夜叉-（2000年）

### ドラマCD
- D・N・ANGEL（1999年）
- トライアングルセッション（1999年）
- ラグーンエンジン「桜吹雪に消えた謎」（2003年）
- かげろうの森（2004年）
- GATE（2004年）

### ゲーム
- 天外魔境II 卍MARU（1992年、一部編曲）[9]

## 使用機材
- Kurzweil K2000
  - 主にオルガン、シンセ・リード、ストリングス系の音色で使用。
- ヤマハ・S80
  - ピアノ、エレピ系の音色で使用。
- ヤマハ・MOTIF ES6/7、ヤマハ・DX7、オーバーハイム（機種不明）
  - 『森の祭典』で使用。
- E-MU Proteus2

その他、多数のラックマウントした音源モジュールがライブで確認できる。